# Iglesia de Santa María de las Angustias
La iglesia de Santa María de las Angustias en un templo católico situado en la localidad española de Arenas de San Juan, en la provincia de Ciudad Real (Castilla-La Mancha).

## Historia y características
Consta de tres naves de cinco tramos rematada en triple cabecera; la central semicircular y las laterales cuadrangulares, toda ella construida con ladrillo y mampostería. La cubierta es de bóveda de cañón con lunetos sobre pilastras cuadradas y arcos de medio punto en las naves; en los ábsides laterales hay bóvedas esquizadas en ladrillo y en la cabecera bóveda de horno. En el exterior lo más interesante es el ábside central, que sirve de apoyo a un campanario con dos bandas de arcos de herradura en ladrillo. Este ábside-torre es lo que presta más carácter al templo. Sus espesos muros permiten albergar dentro de ellos la escalera de subida, a la manera de las típicas torres mudéjares-medievales. Es importante destacar también el arco triunfal en ladrillo de medio punto con decoración de lóbulo rehundidos. Las capillas laterales, más bajas y estrechas que la central, se abren por arcos de medio punto doblado y se comunican con la capilla mayor por otros arcos similares.
La capilla de la epístola está decorada con pinturas murales, representando la Cena y otras de paisajes y animales de estilo popular lineal, pero derivadas de la corriente bizantina que aparece en la zona a comienzos del siglo xii. Estas pinturas ayudan a fechar perfectamente la obra, supuesto que la cabecera central parecen un ejemplo del románico-mudéjar de fines del siglo xii, mientras que la decoración pictórica como pronto a comienzos del siglo xiii.
El templo está bajo la advocación de Nuestra Señora de las Angustias.
Fue declarada por Real Decreto de 23 de abril de 1976 monumento histórico-artístico.